# Магурени (Хунедоара)
Магурени (рум. Măgureni) насеље је у Румунији у округу Хунедоара у општини Бериу. Oпштина се налази на надморској висини од 1080 m.

## Становништво
Према подацима из 2002. године у насељу је живело 35 становника, од којих су сви румунске националности.